# Comté de Cootamundra
Le comté de Cootamundra (en anglais : Cootamundra Shire) est une ancienne zone d'administration locale située dans l'État de Nouvelle-Galles du Sud en Australie.  Il a existé de 1975 à 2016, date à laquelle il a été intégré au conseil de la région de Cootamundra-Gundagai.

## Géographie
Le comté s'étendait sur 1 524 km2 dans la Riverina au sud de la Nouvelle-Galles du Sud. Il comprenait la ville de Cootamundra ainsi que les localités de Brawlin, Frampton, Stockinbingal et Wallendbeen.

## Histoire
Le comté a été créé le 1er avril 1975 par la fusion de la municipalité de Cootamundra et du comté de Jindalee. Il est supprimé le 12 mai 2016 sur décision du gouvernement de Nouvelle-Galles du Sud et fusionné avec le comté de Gundagai pour former le conseil de la région de Cootamundra-Gundagai.

## Démographie
En 2011, la population s'élevait à 7 334 habitants.